# Krabi krabong
Pour les articles homonymes, voir Krabi (homonymie).

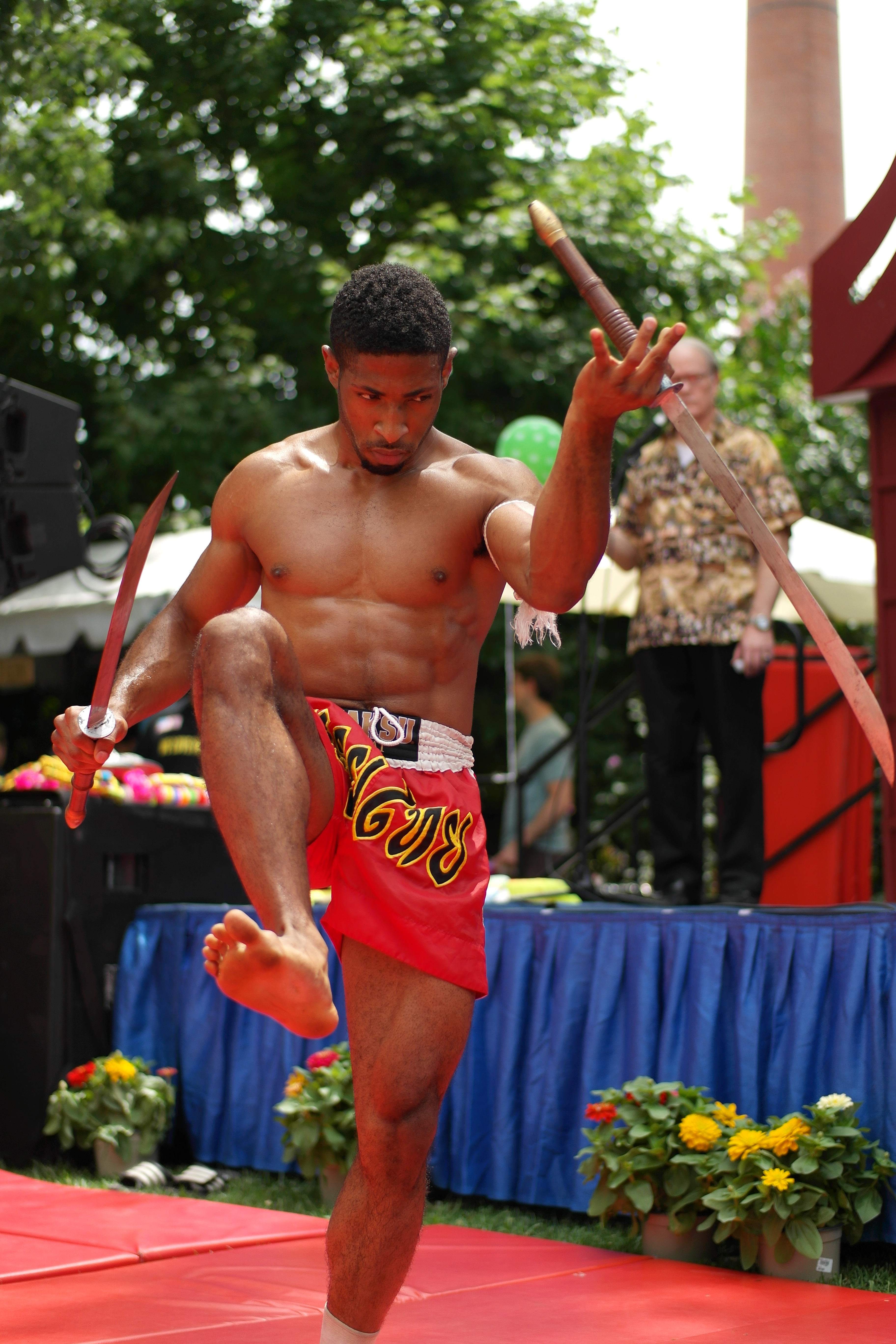
Travail avec deux daab.

Le krabi krabong (thaï : กระบี่-กระบอง) est un art martial thaïlandais inventé par des guerriers inoccupés pour pratiquer et évaluer leur habileté au combat, aussi bien que pour se maintenir affuté et compétent pour la guerre. Sur le champ de bataille, ces techniques affinées sont devenues de véritables tourbillons de destruction et de mort. 
Le krabi krabong n'est pas une discipline désuète dont la seule valeur à notre époque ne serait que d'être un divertissement, c'est un art martial vivant. Quoique dans son enseignement Por Kruh[Qui ?] mette l'accent sur l'aspect pratique de l'art ; quand il parle de krabi krabong il insiste sur sa grande utilité. Les armes modernes ont changé le visage de la guerre, reléguant au passé les conflits à grande échelle avec épées lances. L'arsenal du krabi krabong est composé pour la plupart d'armes silencieuses et comme telles ont toujours une place dans la guerre contemporaine. Même si le système puisse, à tort, sembler simple, il faut se rappeler que c'est un art orienté pour le combat.
Les étudiants du Buddhai Swan Institut commencent leur enseignement en apprenant les techniques à mains nues du Muay Chacheurk (muay boran), puis les étudiants apprennent les coups de pied de base, les coups de poing, les genoux et les coudes du muay thaï. 
On leur enseigne ensuite longuement le Ram Muay, le Wai Kru ainsi que les différents bandages des mains. Un point essentiel dans leur apprentissage est que les techniques à mains nues seront plus tard insérées dans le combat avec armes. Les techniques doivent être maîtrisées et exécutables avec une grande précision et une rapidité foudroyante en vue du combat. De plus, ils apprendront également les défenses à mains nues contre des armes, au fur et à mesure du développement de leur habilité. Cette base préparera l'élève pour qu'il commence son apprentissage dans les trois premières armes apprises : le daab, daab song mue et le krabong.
Cette pratique est associée à celle de la Fédération française de muaythaï et disciplines associées (FFMDA) au même titre que les différents styles souples et durs de combat traditionnels thaïlandais de boxe traditionnelle (muay boran) : muay-chaiya, muay-korat, muay-lopburi, muay-thasao et les styles thématiques tel les techniques du singe blanc hanuman), les SMA (techniques de défense), le bando (l'art martial birman) et le Lethwei (la célèbre boxe birmane).